# Cascina Pagana
La Cascina Pagana è una cascina rurale edificata a Rescaldina nel XVI secolo.

## Storia

La cascina negli anni '70

Il nome della località deriva probabilmente da un gruppo di contadini stabilitosi in villaggi sparsi e isolati, e persistenti nei culti pagani. È qui che a partire dal VI secolo si formò il primo nucleo cittadino di Rescalda.
La prima traccia scritta dell'esistenza della cascina è nel 1574, quando Carlo Borromeo impose il censimento parrocchiale. Tuttavia risultava che nessun contadino pagano abitava nella cascina e non era presente nessun riferimento alla parrocchia di Rescaldina.
Dunque la tradizione vuole che il proprietario possa essere stato un certo Gerolamo Pagani, priore della Schola e cappellano di Santa Maria Inscià di Cislago.
Il padre Giovanni Ambrogio, acquistò nel 1513 una quantità di 247 pertiche di terreno, dove su una di queste è sorta la cascina.

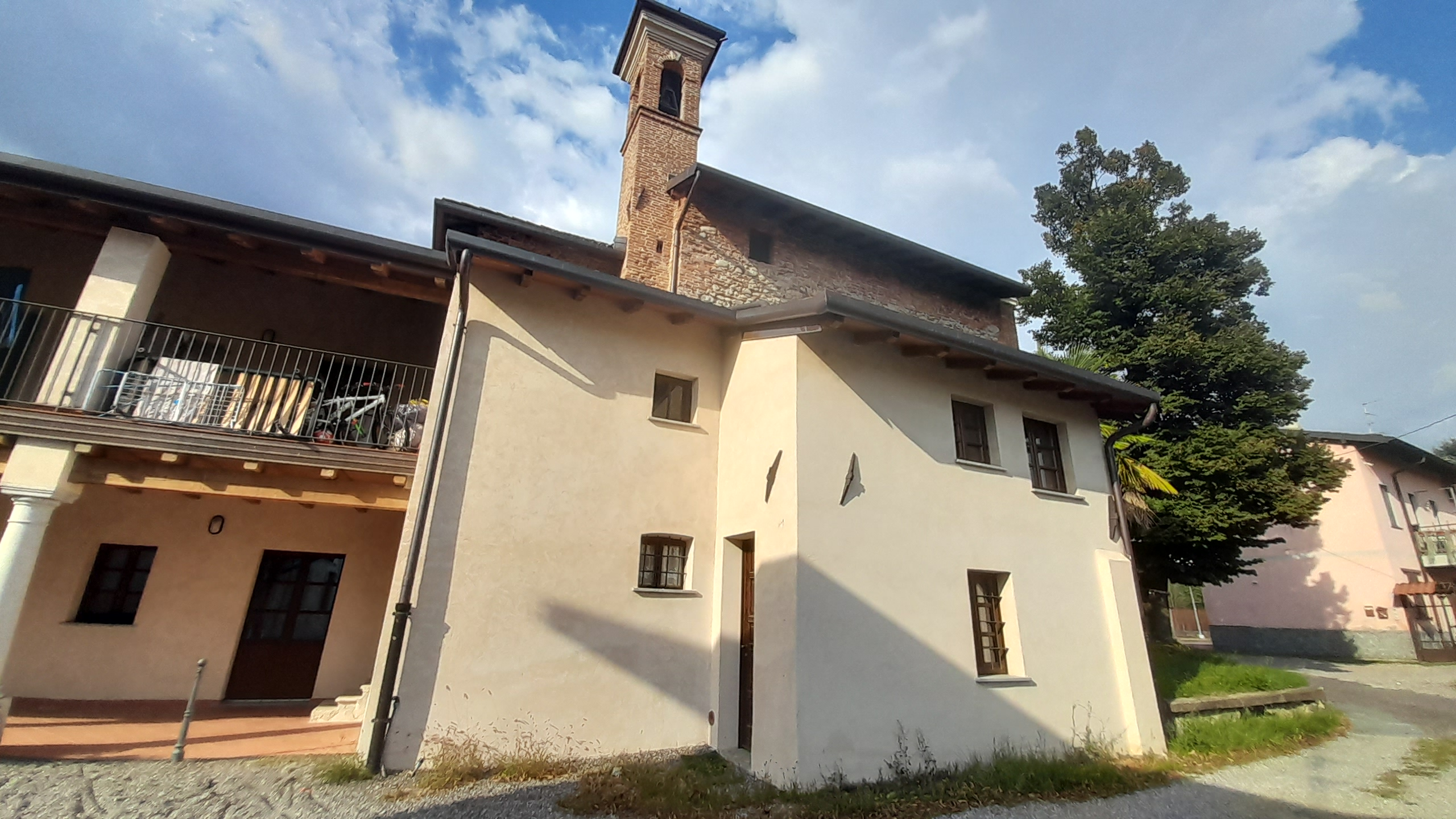

Nel marzo 2019, è stata sottoposta a riqualificazione. I lavori si sono conclusi nel febbraio 2022.

## Descrizione

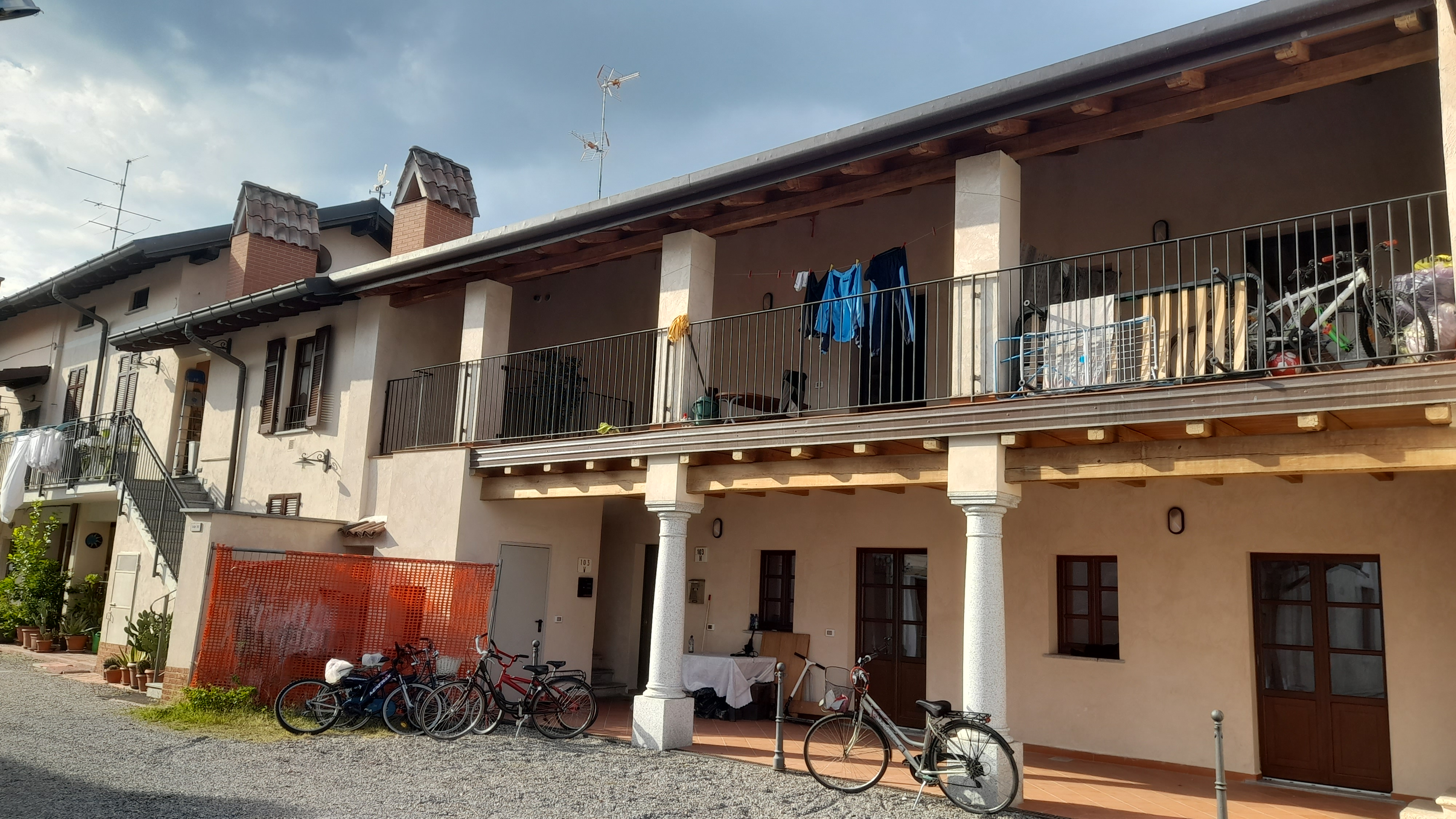

La cascina, insieme alla chiesa, è un esempio di edilizia rurale.
Attualmente il complesso è adibito come abitazione. La struttura, fa pensare che sia stata utilizzata come residenza da una piccola comunità religiosa, probabilmente venne utilizzata come monastero, visto la buona posizione che collega lungo la via Rescalda e Marnate.

## Chiesa

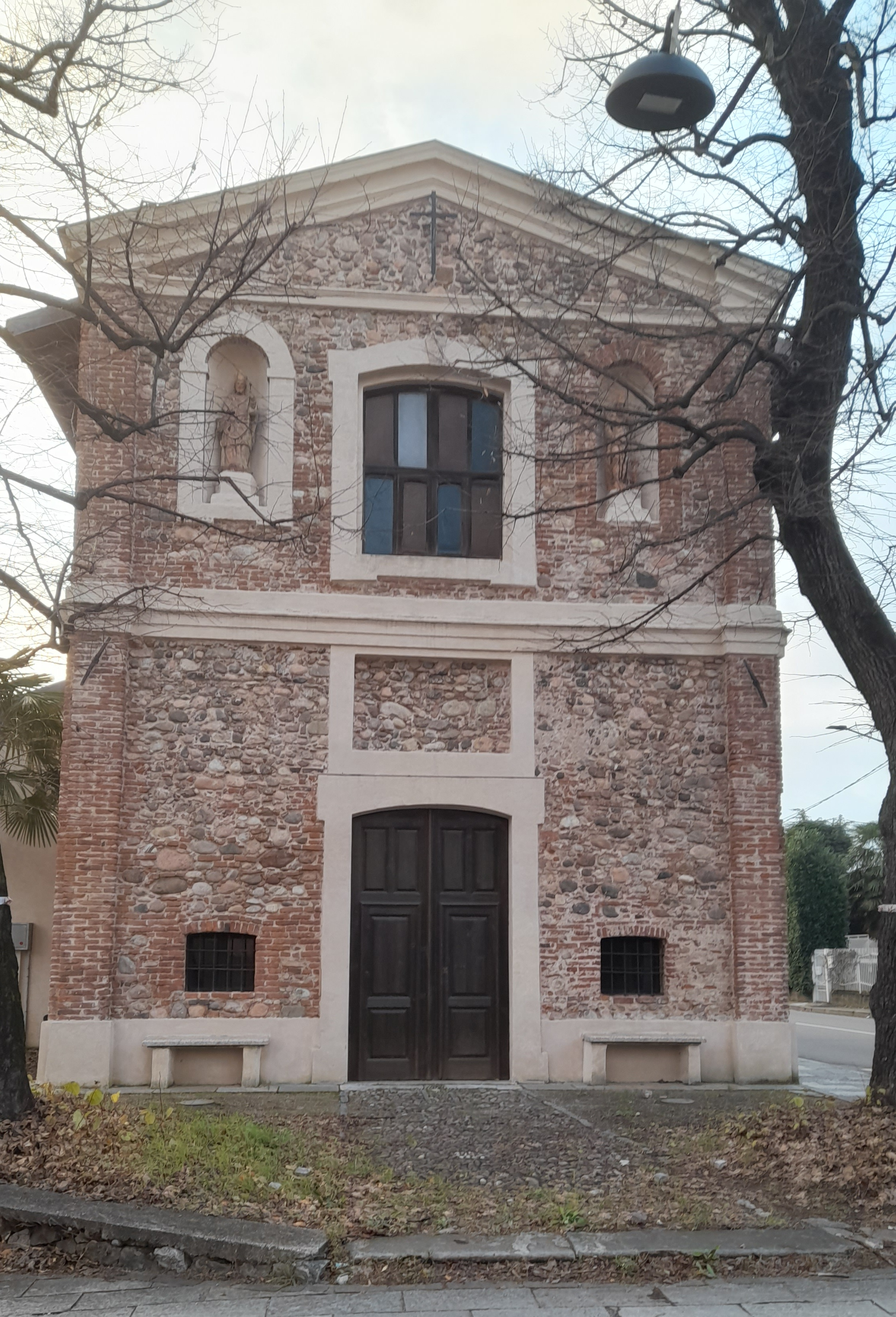

La chiesa di San Giuseppe venne edificata da un edificio sacro già esistente, dalle famiglie Raimondi e Guzzetti per volontà del defunto parroco Gornato, nel 1715. All'interno, è presente un affresco attribuito agli allievi di Bernardo Luini.